# Siskiyou Mountains
Siskiyou Mountains je pohoří na severu Kalifornie a jihozápadě státu Oregon ve Spojených státech amerických.
Je součástí Klamatských hor. Nejvyšším bodem je Mount Ashland s nadmořskou výškou 2 297 metrů, následují Dutchman Peak (2 260 m) a Siskiyou Peak (2 178 m).

## Geografie a vegetace
Z jihovýchodu na severozápad je délka pohoří okolo 150 km. Západní strana pohoří leží blízko oceánu a přijímá značné množství srážek (až 2 500 mm ročně), zatímco východní strana je sušší. Na západě je tak vegetace velmi bohatá, rostou zde například sekvoje vždyzelené (Sequoia sempervirens) charakteristické pro pobřežní oblast. Ve východní části pohoří naopak rostou cypřiše nutkajské (Cupressus nootkatensis) a jedle líbezné (Abies amabilis), které jsou charakteristické například pro Kaskádové pohoří ležící ve vnitrozemí. Pohoří Siskiyou Mountains je tak výjimečné pro svoji různorodou vegetaci, biodiverzitu. V oblasti pramení řeky Klamath River a Rogue River.